# Landrat (Basel-Landschaft)

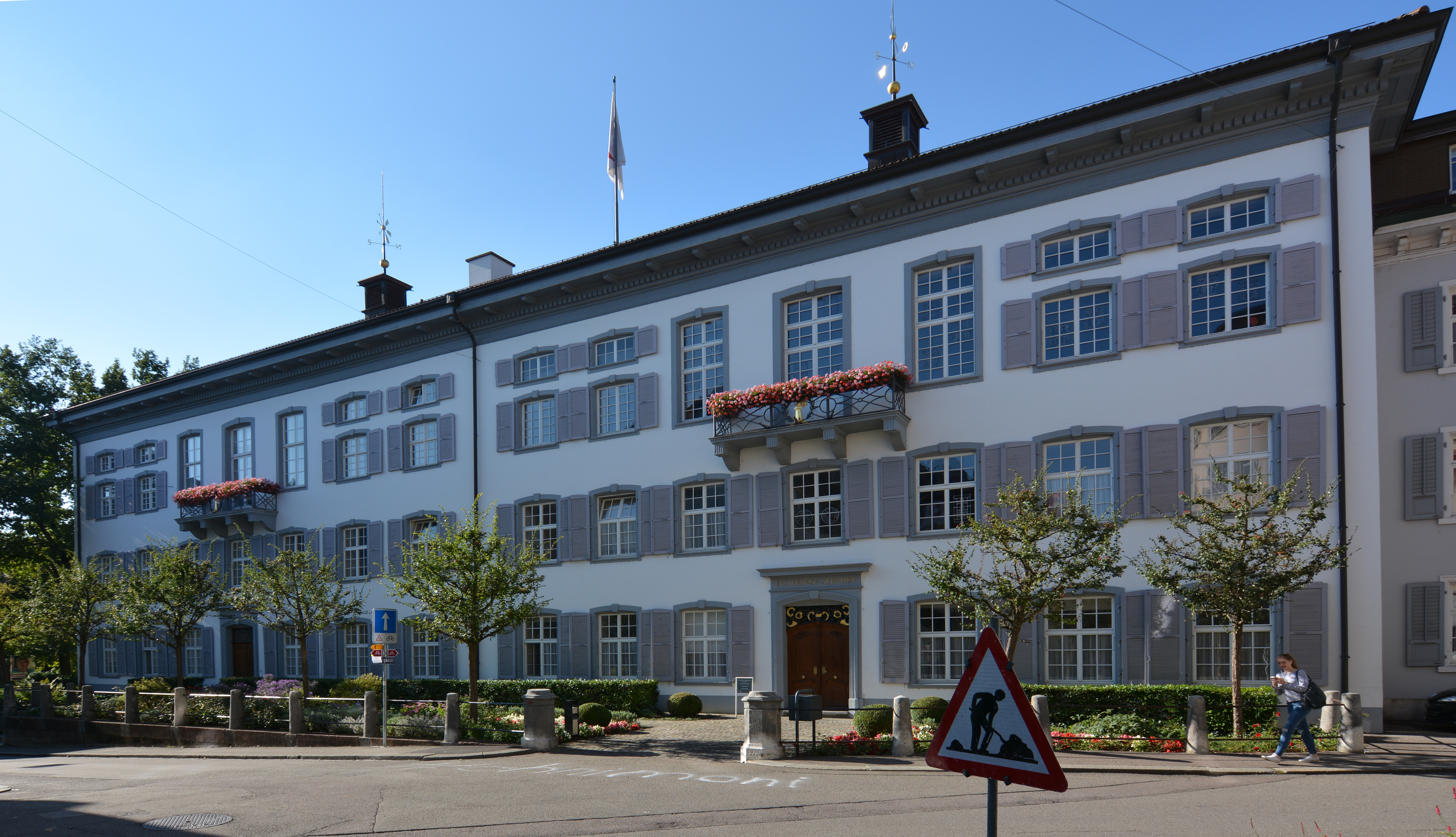
Der Landrat des Kantons Basel-Landschaft versammelt sich im Regierungsgebäude in Liestal

Der Landrat des Kantons Basel-Landschaft ist das Kantonsparlament des Kantons Basel-Landschaft in der Schweiz. Ihm gehören 90 Mitglieder an. Er tritt in der Regel einmal alle zwei Wochen donnerstags im Regierungsgebäude in Liestal zur öffentlichen Sitzung zusammen.

## Geschichte
Der Landrat trat das erste Mal am 28. Mai 1832 in Liestal zusammen.

### 1832–1838
Die erste Kantonsverfassung von 1832 gab in den Artikeln 40 bis 54 folgende Regelungen vor:
Die Zahl der Mitglieder war zunächst nicht festgelegt, sondern durch eine Repräsentationszahl in der Kantonsverfassung definiert: «auf 500 Seelen ein Mitglied». Diese wurden zunächst in seinerzeit neun Wahlkreisen gewählt, 1833 in dreizehn Wahlkreisen, ab 1834 dann in zehn Wahlkreisen.
Daraus ergab sich, dass der erste Landrat aus 45 Mitgliedern bestand.
Seinerzeit trat der Landrat einmal alle drei Monate zusammen. Ausserordentliche Tagungen waren möglich, wenn dies der Landratspräsident, die Regierung oder aber zwölf Landräte unter Angabe von Gründen verlangten. Um beschlussfähig zu sein, mussten drei Viertel aller Mitglieder anwesend sein. Wer ohne wichtige Gründe drei aufeinander folgende Sitzungen versäumte, verlor sein Landratsmandat. Des Weiteren galt eine Amtsdauer von sechs Jahren, jedoch mussten alle zwei Jahre ein Drittel aller Mitglieder sich der Wiederwahl stellen. In Abhängigkeit von der Entfernung zu ihrem Heimatort bezogen die Landräte seinerzeit Taggelder von 1, 2 oder 3 Franken.

### 1832–1850
Mit der zweiten Kantonsverfassung von 1838 ergaben sich folgende Änderungen:
Die Repräsentationszahl wurde von 500 auf 600 erhöht. Zur Beschlussfähigkeit des Landrats reichte es nun aus, wenn die absolute Mehrheit aller Mitglieder anwesend war. Die Amtsdauer der Landräte wurde nun auf einheitlich drei Jahre begrenzt, die Teilerneuerungswahlen durch Gesamterneuerungswahlen ersetzt.

### 1850–1863
1850 wurde die dritte Kantonsverfassung im Zuge der Bundesstaatsgründung verabschiedet.
Mit dieser wurde die Repräsentationszahl abermals erhöht: «auf 800 Seelen ein Mitglied in den Landrat».
Die Vergütungen wurden erhöht: in Abhängigkeit von der Entfernung zum Wohnort standen einem Landrat nun 1.50, 3, 4 oder 5 (neue) Schweizer Franken an Taggeldern zu. Zusätzlich gab es einmal im Jahr für den Präsidenten 200 Franken, für den Vizepräsidenten 100 Franken.

### 1863–1892
Durch die vierte Kantonsverfassung von 1863 ergaben sich geringfügige Veränderungen.
Es blieb bei der Repräsentationszahl von 800, jedoch mit dem Zusatz «und auf eine Bruchzahl über 400 Seelen». Der Mandatsanspruch eines Wahlkreises wurde von nun an nicht mehr abgerundet, sondern standardgerundet. Neu geschaffen wurde die Möglichkeit, den Landrat vorzeitig neu zu wählen, wenn dies von 1500 Stimmbürgern zunächst verlangt und dann von der Mehrheit per Volksabstimmung beschlossen wurde. Die Vergütung blieb unverändert, doch sollten nun auch die Reisekosten bei Benutzung von Post oder Eisenbahn berücksichtigt werden.

### 1892–1984
Die fünfte Kantonsverfassung von 1892, welche in vielen Bereichen stark überarbeitet wurde, machte keine Vorgaben mehr zur Legislaturperiode des Landrates. Auch darüber, in welchen zeitlichen Abständen der Landrat zusammentreten soll, wurden keine Vorgaben mehr gemacht. Ebenso wurden auch die Vergütungsansprüche aus der Verfassung gestrichen. All dies sollte künftig per Gesetz geregelt werden.
Die Repräsentationszahl von 800 blieb zunächst noch bestehen. Per Volksentscheid im Jahre 1926 wurde dann erstmals die Zahl an Landratsmitgliedern auf 80 festgeschrieben.
Im Jahre 1981 wurde diese Zahl auf 84 erhöht.
Neu bestand nun auch die Möglichkeit, dass 1500 Stimmbürger eine Gesetzesinitiative (Volksbegehren) starteten. Der Landrat musste sich dann mit dem Erlass eines neuen Gesetzes oder der Überarbeitung oder Aufhebung eines bestehenden Gesetzes befassen. Wurde innerhalb von zwei Monaten vom Landrat kein entsprechender Beschluss verabschiedet, kam es zu einer Volksabstimmung über die Initiative.
1969 wurde diese Frist von zwei Monaten auf sechs Monate erhöht und zusätzlich die Möglichkeit geschaffen, dass der Landrat einen Gegenvorschlag ausarbeitete.

### 1984–heute
Durch die 1984 verabschiedete und bis heute gültige sechste Kantonsverfassung gab es folgende Änderungen:
Die Zahl der Mandate wurde auf die heutige Zahl von 90 festgeschrieben. Die Amtsperiode wurde wieder in die Verfassung aufgenommen und nun auf vier Jahre festgelegt. Für Landratsmitglieder galt zunächst auch eine Beschränkung auf drei Amtsperioden. 1989 wurde dies auf vier Amtsperioden verlängert. Ein Volksbegehren musste nunmehr innerhalb von zwei Jahren bearbeitet werden, um dann gegebenenfalls der Abstimmung vorgelegt zu werden. Seit 2002 gilt jedoch, dass ein formuliertes Begehren – im Gegensatz zu einem unformulierten – nun innerhalb von 18 Monaten zur Volksabstimmung vorgelegt werden muss.
Im Zuge der Coronavirus-Pandemie von 2020 mussten die Sitzungen des Landrates unter Schutzmassnahmen durchgeführt werden. So bedingte der notwendige Abstand zwischen den Teilnehmern einen deutlich grösseren Sitzungssaal. So wurden Sitzungen im Congress Center Basel abgehalten. Der Basler Grossrat entschied sich zu derselben Lösung.

## Aufgaben
Als Legislative erlässt das Kantonsparlament Gesetze, die dem Volk zur Genehmigung oder Ablehnung unterbreitet werden müssen, wenn nicht mindestens 80 % der Landräte der Gesetzesvorlage zugestimmt haben. Zudem kontrolliert und überwacht es die Arbeit der Regierung.
Der Landrat versammelt sich in der Regel zwei Mal im Monat (ausser Juli und August) donnerstags im Liestaler Regierungsgebäude zu seinen Sitzungen. Diese sind öffentlich.
Gemäss §§ 61 ff. der Kantonsverfassung sind die Aufgaben und Kompetenzen des Landrats die folgenden:
- Er erlässt alle grundlegenden und wichtigen Bestimmungen in der Form von Gesetzen. Ausführende Bestimmungen erlässt er in Form von Dekreten, sofern er durch das Gesetz dazu ermächtigt worden ist.
- Er genehmigt die der Volksabstimmung unterliegenden Staatsverträge sowie die übrigen Verträge, soweit nicht der Regierungsrat zuständig ist.
- Er genehmigt die grundlegenden Pläne der kantonalen Tätigkeit, insbesondere das Regierungsprogramm und den Finanzplan. Er erlässt die kantonalen Richtpläne.
- Er beschliesst – unter Vorbehalt des Finanzreferendums – neue Ausgaben und setzt im Rahmen des Finanzplans den jährlichen Voranschlag fest.
- Er verleiht das Kantonsbürgerrecht an Ausländer.
- Er wählt die kantonalen Gerichte, die Staatsanwälte, den Finanzkontrolleur, den Ombudsmann, den Landschreiber und die eidgenössischen Geschworenen.
- Er regelt die vom Kanton auszurichtenden Besoldungen und übt weitere Rechte aus, die ihm durch das Gesetz gegeben werden.

Wie alle anderen Parlamente der Schweiz (inklusive der beiden Bundeskammern National- und Ständerat) ist auch der Landrat ein Milizparlament. Dieses System soll sicherstellen, dass die Parlamentarier eine engere Realitäts- und Volksbindung haben als in den Berufsparlamenten. Kritiker sehen jedoch darin die Gefahr der zeitlichen und fachlichen Überforderung.
Wie oben erwähnt, sind Beschlüsse des Landrats dem Volk zur Abstimmung vorzulegen, wenn sie nicht von mindestens 80 % der Landräte abgesegnet wurden. Beschlüsse sind unter anderem auch dann vom Volk abzusegnen, wenn es sich um Verfassungsänderungen oder Staatsverträge mit verfassungsänderndem Inhalt handelt (obligatorisches Referendum, Art. 30 Kantonsverfassung).
Gegen Gesetzesbeschlüsse, Ausgabenbeschlüsse über mehr als 500'000 Franken einmalig oder 50'000 Franken jährlich wiederkehrend und anderes kann das fakultative Referendum erhoben werden. Hierzu ist die Unterstützung durch 1500 Stimmberechtigte nötig, welche dies innerhalb von acht Wochen nach Publikation des Beschlusses kundtun müssen (Art. 31 Kantonsverfassung).
Der Landrat kann per Volksinitiative zu Gesetzes- und Verfassungsänderungen aufgefordert werden, wenn dies von 1500 Stimmberechtigten als formuliertes oder nichtformuliertes Begehren verlangt wird.

## Parteien

### Parteiengeschichte
Nach der Kantonsgründung im Jahr 1833 bildeten sich zwei eher lose organisierte politische Gruppierungen heraus, die zumeist regierende «Ordnungspartei» und die oppositionelle, weiter links orientierte «Bewegungspartei». Lediglich von 1854 bis 1857 und 1863–1866 errang die Bewegungspartei, die sich der Demokratischen Bewegung angeschlossen hatte, die Mehrheit. Ab 1873 vereinigten sich beide Gruppierungen vorübergehend im freisinnig geprägten Schweizerischen Volksverein. Ab den 1870er Jahren entstanden zudem katholische Vereine (siehe Kulturkampf in der Schweiz) und ab den 1880er Jahren Grütlivereine. 1892 entstand der Bauern- und Arbeiterbund. Ab den 1890ern geriet die Landratsmehrheit mit der konservativeren Regierung zunehmend in Konflikt. Aus dem Umfeld der Landratspartei, nun auch wieder Bewegungspartei genannt, wurde 1905 mit der «Jungfreisinnigen Partei» die erste moderne Partei gegründet (ab 1908 Freisinnige Volkspartei). Zusammen mit den Katholiken und den Arbeitern bildete sie die «Demokratische Fortschrittsfraktion». Die Regierungspartei organisierte sich daraufhin ab 1910 in der «Demokratisch-volkswirtschaftlichen Vereinigung».
Die Arbeiter- und Grütlivereine nannten sich ab 1913 Sozialdemokratische Partei (SP), wobei sich zwischen 1916 und 1925 gemässigte Grütlianer von der SP abspalteten. Auf der linken Seite wiederum spaltete sich die Kommunistische Partei (ab 1944 Partei der Arbeit) ab. Ebenfalls 1913 formierten die katholischen Vereine die Katholische Volkspartei (ab 1961 Christlich-soziale Volkspartei, ab 1970 Christlichdemokratische Volkspartei). Die Freisinnige Volkspartei und die Demokratisch-volkswirtschaftliche Vereinigung schlossen sich 1919 zur Demokratischen Fortschrittspartei zusammen (ab 1927 Freisinnig-Demokratische Partei). Trotz der Einführung des Proporzwahlrechts 1919 konnte die Demokratische Fortschrittspartei zunächst die absolute Mehrheit verteidigen, verlor sie jedoch ab 1926 aufgrund der Abspaltung von Bauern- und Mitteparteien. Die Evangelische Volkspartei (EVP) wurde 1921 gegründet und vereinigte sich 1938 mit der Freiwirtschaftsbewegung zum «Bund für wirtschaftlichen Aufbau». 1925 entstand die Bauernpartei (ab 1953 Bauern-, Gewerbe- und Bürgerpartei, ab 1976 Schweizerische Volkspartei), die anfangs teils mit der FDP gemeinsame Listen stellte. Weitere regionale Bauernparteien und die Bauernheimatbewegung schlossen sich 1945 mit den übrigen Mitteparteien (Bund für wirtschaftlichen Aufbau, Landesring der Unabhängigen (LdU), Freie Demokratische Vereinigung) zur Demokratischen Partei zusammen. Ab 1950 spaltete sich jedoch der freiwirtschaftliche Flügel wieder zur Freien Politischen Vereinigung ab, auch die EVP und der LdU traten später wieder eigenständig auf.
Die 1974 gegründeten Progressiven Organisationen Baselland gingen später in den Grünen auf. Ebenfalls bis heute im Landrat vertreten sind die 2007 gegründeten Grünliberalen. Nur vorübergehend in Erscheinung getreten sind ansonsten die Aktion Kanton Basel, deren Ziel die 1969 an der Urne gescheiterte Fusion der beiden Kantonsteile war, die rechtspopulistische Nationale Aktion (später Schweizer Demokraten), die Liberale Partei und die Bürgerlich-Demokratische Partei.

## Wahlergebnisse seit 1917
- Grüne: 12
- SP: 20
- GLP: 6
- EVP: 4
- Mitte: 10
- FDP: 17
- SVP: 21

Nachfolgend sind die Sitzverteilungen seit 1917 dargestellt.

## Mitglieder
Der Landrat besteht aus 90 Mitgliedern.

Diese werden nach dem Proporzsystem in vier Wahlregionen und zwölf Wahlkreisen alle vier Jahre gewählt, die letzten Wahlen waren am 12. Februar 2023.
Die Verteilung der 90 Abgeordneten auf die zwölf Wahlkreise berechnet sich nach der Anzahl stimmberechtigter Bürger eines jeden Wahlkreises; jeder Wahlkreis entsendet jedoch mindestens 6 Abgeordnete in den Landrat.
Es gilt zudem eine Beschränkung auf vier Amtsperioden, also maximal 16 Jahre.
Die Mitglieder des Landrates werden für Amt wie folgt entschädigt:
- 4400 Franken jährlicher Grundbetrag
- 50 Franken Sitzungsgeld pro Stunde
- Wegentschädigung von 70 Rappen pro Kilometer oder in Höhe des Jahresabonnements des TNW.[24]

Zudem müssen sie ihre Interessenverbindungen offenlegen. Die Teilnahme an Sitzungen ist Pflicht. Jedoch gibt es keinen ausdrücklichen Verlust des Mandates mehr, sollte man drei aufeinanderfolgenden Sitzungen fernbleiben – wie dies noch in früheren Zeiten der Fall war. Die aktuelle Legislaturperiode dauert vom 1. Juli 2019 bis 30. Juni 2023.
Nachfolgend die Mitglieder der aktuellen Legislaturperiode:
Stand: 24. September 2022
| Name                                | Partei            | Wohnort      | Jahrgang | Wahljahr | Funktion                       |
| ----------------------------------- | ----------------- | ------------ | -------- | -------- | ------------------------------ |
| Simone Abt                          | SP                | Bottmingen   | 1964     | 2015     | Mitglied                       |
| Stephan Ackermann                   | Grüne             | Pratteln     | 1973     | 2018     | Fraktionspräsident (Grüne/EVP) |
| Marco Agostini                      | Grüne             | Pfeffingen   | 1964     | 2019     | Mitglied                       |
| Jacqueline Bader Rüedii             | FDP               | Reinach      | 1970     | 2018     | Mitglied                       |
| Rahel Bänziger                      | Grüne             | Binningen    | 1966     | 2010     | Mitglied                       |
| Alain Bai                           | FDP.Die Liberalen | Muttenz      | 1993     | 2022     | Mitglied                       |
| Andreas Bammatter                   | SP                | Allschwil    | 1960     | 2011     | Mitglied                       |
| Anita Biedert                       | SVP               | Muttenz      | 1953     | 2017     | Mitglied                       |
| Rolf Blatter                        | FDP.Die Liberalen | Aesch        | 1962     | 2015     | Mitglied                       |
| Roger Boerlin                       | SP                | Muttenz      | 1953     | 2019     | Mitglied                       |
| Patricia Bräutigam                  | Die Mitte         | Binningen    | 1993     | 2019     | Mitglied                       |
| Peter Brodbeck                      | SVP               | Arlesheim    | 1950     | 2007     | Mitglied                       |
| Markus Brunner                      | SVP               | Muttenz      | 1969     | 2019     | Mitglied                       |
| Roman Brunner                       | SP                | Birsfelden   | 1980     | 2015     | Fraktionspräsident (SP)        |
| Michael Bürgin                      | Grüne             | Bennwil      | 1969     | 2022     | Mitglied                       |
| Stephan Burgunder                   | FDP.Die Liberalen | Pratteln     | 1975     | 2019     | Mitglied                       |
| Thomas Buser                        | EVP               | Muttenz      | 1960     | 2021     | Mitglied                       |
| Linard Candreia                     | SP                | Laufen       | 1957     | 2015     | Mitglied                       |
| Tania Cucè                          | SP                | Lausen       | 1989     | 2019     | Mitglied                       |
| Martin Dätwyler                     | FDP.Die Liberalen | Laufen       | 1969     | 2019     | Mitglied                       |
| Michel Degen                        | SVP               | Liedertswil  | 1975     | 2017     | Mitglied                       |
| Stefan Degen                        | FDP.Die Liberalen | Gelterkinden | 1981     | 2018     | Mitglied                       |
| Fredy Dinkel                        | Grüne             | Ziefen       | 1957     | 2021     | Mitglied                       |
| Markus Dudler                       | Die Mitte         | Arlesheim    | 1981     | 2015     | Mitglied                       |
| Andreas Dürr                        | FDP.Die Liberalen | Biel-Benken  | 1962     | 2012     | Fraktionspräsident (FDP)       |
| Erika Eichenberger                  | Grüne             | Liestal      | 1961     | 2018     | Mitglied                       |
| Dieter Epple                        | SVP               | Liestal      | 1955     | 2011     | Mitglied                       |
| Erhart Dominique                    | SVP               | Oberwil      | 1963     | 2019     | Mitglied                       |
| Thomas Eugster                      | FDP.Die Liberalen | Liestal      | 1970     | 2015     | Mitglied                       |
| Christine Frey                      | FDP.Die Liberalen | Münchenstein | 1967     | 2015     | Mitglied                       |
| Markus Graf                         | SVP               | Maisprach    | 1970     | 2015     | Mitglied                       |
| Laura Grazioli                      | Grüne             | Sissach      | 1985     | 2019     | Mitglied                       |
| Anna-Tina Groelly                   | Grüne             | Gelterkinden | 1989     | 2019     | Mitglied                       |
| Christoph Hänggi                    | SP                | Therwil      | 1960     | 2009     | Mitglied                       |
| Peter Hartmann                      | Grüne             | Muttenz      | 1970     | 2019     | 2. Vizepräsident               |
| Andrea Heger                        | EVP               | Hölstein     | 1974     | 2015     | Mitglied                       |
| Werner Hotz                         | EVP               | Allschwil    | 1964     | 2016     | Mitglied                       |
| Ermando Imondi                      | SVP               | Zwingen      | 1962     | 2019     | Mitglied                       |
| Sven Inäbnit                        | FDP.Die Liberalen | Binningen    | 1964     | 2013     | Mitglied                       |
| Ronja Jansen                        | SP                | Frenkendorf  | 1995     | 2022     | Mitglied                       |
| Désirée Jaun                        | SP                | Birsfelden   | 1987     | 2018     | Mitglied                       |
| Christina Rita Jeanneret-Gris-Iseli | FDP.Die Liberalen | Oberwil      | 1957     | 2019     | Mitglied                       |
| Katrin Joos Reimer                  | Grüne             | Reinach      | 1959     | 2022     | Mitglied                       |
| Martin Karrer                       | SVP               | Pfeffingen   | 1967     | 2015     | Mitglied                       |
| Andrea Kaufmann                     | FDP.Die Liberalen | Waldenburg   | 1977     | 2015     | Mitglied                       |
| Urs Kaufmann                        | SP                | Frenkendorf  | 1961     | 2015     | Mitglied                       |
| Felix Keller                        | Die Mitte         | Allschwil    | 1956     | 2009     | Mitglied                       |
| Jan Kirchmayr                       | SP                | Aesch        | 1993     | 2016     | Mitglied                       |
| Julia Kirchmayr-Gosteli             | Grüne             | Aesch        | 1967     | 2019     | Mitglied                       |
| Adil Koller                         | SP                | Münchenstein | 1993     | 2017     | Mitglied                       |
| Yves Krebs                          | GLP               | Oberwil      | 1980     | 2019     | Mitglied                       |
| Heinz Lerf                          | FDP.Die Liberalen | Liestal      | 1956     | 2015     | Mitglied                       |
| Miriam Locher                       | SP                | Münchenstein | 1982     | 2014     | Mitglied                       |
| Bianca Maag-Streit                  | SP                | Reinach      | 1953     | 2011     | Mitglied                       |
| Caroline Mall                       | SVP               | Reinach      | 1967     | 2011     | Mitglied                       |
| Markus Meier                        | SVP               | Ormalingen   | 1961     | 2013     | Mitglied                       |
| Pascale Meschberger                 | SP                | Liestal      | 1974     | 2019     | Mitglied                       |
| Franz Meyer                         | Die Mitte         | Grellingen   | 1962     | 2010     | Mitglied                       |
| Lucia Mikeler Knaack                | SP                | Bottmingen   | 1958     | 2015     | Landratspräsidentin            |
| Thomas Noack                        | SP                | Bubendorf    | 1961     | 2018     | Mitglied                       |
| Simon Oberbeck                      | Die Mitte         | Birsfelden   | 1983     | 2015     | Fraktionspräsident (Mitte/GLP) |
| Peter Riebli                        | SVP               | Buckten      | 1956     | 2015     | Fraktionspräsident (SVP)       |
| Matthias Ritter                     | SVP               | Diegten      | 1955     | 2015     | Mitglied                       |
| Urs Roth                            | SP                | Niederdorf   | 1960     | 2019     | Mitglied                       |
| Pascal Ryf                          | Die Mitte         | Oberwil      | 1979     | 2015     | 1. Vizepräsident               |
| Saskia Schenker                     | FDP.Die Liberalen | Itingen      | 1979     | 2015     | Mitglied                       |
| Marc Scherrer                       | Die Mitte         | Laufen       | 1986     | 2015     | Mitglied                       |
| Marc Schinzel                       | FDP.Die Liberalen | Binningen    | 1963     | 2015     | Mitglied                       |
| Urs Schneider                       | SVP               | Pratteln     | 1974     | 2016     | Mitglied                       |
| Ernst Schürch                       | SP                | Rünenberg    | 1964     | 2019     | Mitglied                       |
| Florian Spiegel                     | SVP               | Allschwil    | 1989     | 2019     | Mitglied                       |
| Regula Steinemann                   | GLP               | Füllinsdorf  | 1980     | 2015     | Mitglied                       |
| Lotti Stokar                        | Grüne             | Oberwil      | 1955     | 2010     | Mitglied                       |
| Susanne Strub                       | SVP               | Häfelfingen  | 1966     | 2010     | Mitglied                       |
| Sandra Strüby-Schaub                | SP                | Buckten      | 1971     | 2016     | Mitglied                       |
| Balz Stückelberger                  | FDP.Die Liberalen | Arlesheim    | 1972     | 2011     | Mitglied                       |
| Andi Trüssel                        | SVP               | Frenkendorf  | 1952     | 2013     | Mitglied                       |
| Reto Tschudin                       | SVP               | Lausen       | 1984     | 2015     | Mitglied                       |
| Robert Vogt                         | FDP.Die Liberalen | Allschwil    | 1961     | 2021     | Mitglied                       |
| Béatrix von Sury d’Aspremont        | Die Mitte         | Reinach      | 1961     | 2017     | Mitglied                       |
| Regula Waldner                      | Grüne             | Wenslingen   | 1966     | 2019     | Mitglied                       |
| Hanspeter Weibel                    | SVP               | Bottmingen   | 1953     | 2010     | Mitglied                       |
| Christina Wicker-Hägeli             | GLP               | Reinach      | 1960     | 2019     | Mitglied                       |
| Etienne Winter                      | SP                | Allschwil    | 1993     | 2019     | Mitglied                       |
| Irene Wolf                          | EVP               | Füllinsdorf  | 1959     | 2019     | Mitglied                       |
| Jacqueline Wunderer                 | SVP               | Röschenz     | 1964     | 2014     | Mitglied                       |
| Ursula Wyss                         | SP                | Oberwil      | 1955     | 2019     | Mitglied                       |
| Karl-Heinz Zeller                   | Grüne             | Arlesheim    | 1960     | 2019     | Mitglied                       |
| Marcel Zimmermann                   | Die Mitte         | Tenniken     | 1967     | 2022     | Mitglied                       |
| Samuel Zimmermann                   | SVP               | Oberwil      | 1959     | 2019     | Mitglied                       |

## Wahlverfahren
Die 90 Mitglieder des Landrats werden in den zwölf Wahlkreisen per Listenwahl bestimmt.
Die Grösse der Wahlkreise orientiert sich an den Gemeindegrenzen. Welche Gemeinde zu welchem Wahlkreis gehört, ist in den Artikeln 47 bis 49 des Gesetzes über die politischen Rechte (GpR) festgelegt.
| Wahlkreis    | zugehörige Gemeinden |
| Allschwil    | Allschwil, Schönenbuch |
| Binningen    | Binningen, Bottmingen |
| Oberwil      | Biel-Benken, Ettingen, Oberwil, Therwil |
| Laufen       | Blauen, Brislach, Burg, Dittingen, Duggingen, Grellingen, Laufen, Liesberg, Nenzlingen, Roggenburg, Röschenz, Wahlen, Zwingen                                      |
| Münchenstein | Arlesheim, Münchenstein |
| Muttenz      | Birsfelden, Muttenz |
| Reinach      | Aesch, Pfeffingen, Reinach |
| Liestal      | Bubendorf, Lausen, Liestal, Lupsingen, Ramlinsburg, Seltisberg, Ziefen                                                                                             |
| Pratteln     | Arisdorf, Augst, Frenkendorf, Füllinsdorf, Giebenach, Hersberg, Pratteln                                                                                           |
| Gelterkinden | Anwil, Buus, Gelterkinden, Hemmiken, Kilchberg, Maisprach, Oltingen, Ormalingen, Rickenbach, Rothenfluh, Rünenberg, Tecknau, Wenslingen, Zeglingen                 |
| Sissach      | Böckten, Buckten, Diepflingen, Häfelfingen, Itingen, Känerkinden, Läufelfingen, Nusshof, Rümlingen, Sissach, Tenniken, Thürnen, Wintersingen, Wittinsburg, Zunzgen |
| Waldenburg   | Arboldswil, Bennwil, Bretzwil, Diegten, Eptingen, Hölstein, Lampenberg, Langenbruck, Lauwil, Liedertswil, Niederdorf, Oberdorf, Reigoldswil, Titterten, Waldenburg |

Die zwölf Wahlkreise sind des Weiteren wie folgt zu Regionen zusammengefasst und innerhalb einer Region miteinander verbunden (Art. 40 GpR):
| Region | Wahlkreise                             |
| 1      | Allschwil, Binningen, Oberwil          |
| 2      | Laufen, Münchenstein, Muttenz, Reinach |
| 3      | Liestal, Pratteln                      |
| 4      | Gelterkinden, Sissach, Waldenburg      |

### Zuteilung der Abgeordneten auf die Wahlkreise
Das Gesetz über die politischen Rechte des Kantons Basel-Landschaft (GpR) bestimmt in Art. 49 Abs. 1, dass die Zahl der Stimmberechtigten über die Anzahl der Mandate eines jeden Wahlkreises entscheidet – und nicht, wie sonst üblich, die Zahl der Einwohner. Jeder Wahlkreis entsendet aber mindestens sechs Abgeordnete (Art. 49 Abs. 2).
Die Zuteilung geschieht analog dem Hare/Niemeyer-Verfahren.
Es wird zunächst die erste Verteilzahl bestimmt als aufgerundeter Quotient aus Anzahl aller Stimmberechtigten und der Anzahl der Gesamtmandate des Kantons. Dafür wird die Zahl der Stimmberechtigten zum Zeitpunkt der letzten Abstimmung herangezogen, die mindestens sechs Monate vor dem angesetzten Wahltermin stattgefunden hat. Im Falle der 2023 stattfindenden Landratswahlen wurde auf die Daten der Volksabstimmung vom 15. Mai 2022 zurückgegriffen.
Die Zahl der Stimmberechtigten in jedem Wahlkreis wird nun durch die erste Verteilzahl geteilt und abgerundet. Wahlkreise, denen auf diese Weise weniger als sechs Mandate zustehen, erhalten sechs Mandate und sind vom weiteren Verteilungsprozedere ausgeschlossen.
In einem nächsten Schritt wird aus der Anzahl der Stimmberechtigten der verbliebenen Wahlkreise und der noch verbliebenen zu verteilenden Mandate eine zweite Verteilzahl als aufgerundeter Quotient gebildet.
Nun wird die Zahl der Stimmberechtigten der verbliebenen Wahlkreise durch diese zweite Verteilzahl dividiert. Die so erhaltenen Quotienten stellen mit ihrem ganzzahligen Anteil den jeweiligen vorläufigen Sitzanspruch eines Wahlkreises dar.
Noch verbliebene zu verteilende Mandate werden nun nach der Grösse der Bruchteilsansprüche (gemäss Hare/Niemeyer-Verfahren) vergeben.
Von 2007 bis 2022 gab es keine Veränderungen. Bei der Neuberechnung anhand der Anzahl der Stimmberechtigten vom 15. Mai 2022 ergab sich nun eine Veränderung für die Wahlkreise Oberwil, Münchenstein, Muttenz und Sissach.
| Wahlkreis    | Mandate bis 2022 | Mandate ab 2023 |
| Allschwil    | 7                | 7               |
| Binningen    | 7                | 7               |
| Oberwil      | 9                | 10              |
| Laufen       | 6                | 6               |
| Münchenstein | 7                | 6               |
| Muttenz      | 9                | 8               |
| Reinach      | 10               | 10              |
| Liestal      | 9                | 9               |
| Pratteln     | 8                | 8               |
| Gelterkinden | 6                | 6               |
| Sissach      | 6                | 7               |
| Waldenburg   | 6                | 6               |

### Listengrösse
In jedem Wahlkreis reichen die antretenden Parteien Listen ein, die maximal so viele Kandidaten aufweisen, wie der Wahlkreis Abgeordnete entsenden kann.

### Stimmenzahl
Die Zahl der Stimmen, die ein Stimmberechtigter vergeben kann, ist identisch mit der Anzahl der zu vergebenden Mandate seines Wahlkreises. Sie liegt also je nach Wahlkreis zwischen sechs und zehn.

### Stimmenvergabe
Der Stimmbürger kann die Liste einer Partei unverändert einlegen. Er gibt damit all seine Stimmen dieser Partei.
Der Stimmbürger kann in der Liste einer Partei einzelne Kandidaten streichen und durch andere Kandidaten derselben Partei oder auch einer anderen Partei ersetzen (Panaschieren). Er kann aber den Namen eines Kandidaten maximal zweimal auf eine Liste setzen (Kumulieren). Ebenso kann er auf der Liste einer Partei den Parteinamen aus dem Listenkopf streichen und durch einen anderen Parteinamen ersetzen (siehe Art. 38 GpR).
Es besteht auch die Möglichkeit, die sogenannte freie Liste mit ausgewählten Kandidaten aller anderen Parteien auszufüllen und in den Listenkopf einen Parteinamen zu setzen.
Für die Ermittlung des Wahlergebnisses werden zunächst die Parteienstimmen zusammengezählt (Art. 39 GpR). Diese setzen sich zusammen aus Personenstimmen für die Kandidaten der einzelnen Parteien und leeren Stimmen, die durch leer gelassene Listenplätze entstehen.
Die Wählerstimmen entfalten ihre Wirkung nur innerhalb einer Region. Die Regionen sind also für sich abgeschlossene Wahlgebiete.

### Mandatsvergabe
Die Mandatsvergabe ist ein sehr komplizierter zweiteiliger Vorgang. Er besteht zunächst aus der Oberverteilung von Parteimandaten getrennt in jeder der vier Regionen. Der zweite Schritt ist der Unterverteilung der Mandate innerhalb jeder Region auf die verbundenen Wahlkreise und die jeweiligen Parteien.

#### Oberverteilung
In einem ersten Schritt werden zunächst sämtliche Parteienstimmen für jeden Wahlkreis zusammengestellt (Art. 39 Abs. 1 GpR). Für die Wahl am 27. März 2011 ergaben sich folgende Zahlen:
| Parteienstimmen der Wahlkreise |                |        |        |        |       |        |        |       |       |       |
| Wahlkreis                      | Mandate gesamt | FDP    | SP     | SVP    | EVP   | CVP    | Grüne  | GLP   | BDP   | SD    |
| Allschwil                      | 7              | 5'427  | 8'003  | 5'912  | 1'551 | 4'346  | 4'082  | 1'604 | 0     | 0     |
| Binningen                      | 7              | 7'375  | 7'292  | 8'180  | 1'782 | 3'151  | 4'353  | 2'810 | 1'580 | 0     |
| Oberwil                        | 9              | 10'184 | 12'759 | 13'070 | 1'813 | 9'455  | 10'767 | 1'804 | 3'459 | 0     |
| Laufen                         | 6              | 3'562  | 4'597  | 7'362  | 294   | 6'718  | 1'612  | 549   | 1'026 | 376   |
| Münchenstein                   | 7              | 5'715  | 7'818  | 5'074  | 727   | 3'179  | 5'280  | 2'448 | 1'362 | 770   |
| Muttenz                        | 9              | 5'353  | 16'324 | 10'673 | 4'022 | 5'812  | 6'508  | 1'568 | 2'465 | 1'184 |
| Reinach                        | 10             | 9'410  | 13'537 | 15'951 | 2'136 | 10'639 | 7'728  | 2'000 | 5'006 | 1'068 |
| Liestal                        | 9              | 8'658  | 12'381 | 14'471 | 5'055 | 2'383  | 8'374  | 4'682 | 3'833 | 1'172 |
| Pratteln                       | 8              | 6'808  | 9'920  | 10'974 | 1'412 | 1'592  | 5'572  | 2'403 | 2'186 | 1'654 |
| Gelterkinden                   | 6              | 2'800  | 5'316  | 8'688  | 1'482 | 0      | 4'410  | 535   | 1'177 | 0     |
| Sissach                        | 6              | 5'528  | 6'000  | 7'618  | 1'552 | 0      | 5'797  | 663   | 2'378 | 0     |
| Waldenburg                     | 6              | 3'013  | 4'745  | 7'905  | 1'618 | 0      | 2'606  | 1'139 | 2'743 | 0     |

Da die Zahl der Stimmen, die ein Wähler abgeben kann, von Wahlkreis zu Wahlkreis unterschiedlich ist, muss als Nächstes aus der Stimmenanzahl die Parteiwählerzahl ermittelt werden. Dazu werden die Parteienstimmen durch die Anzahl der Mandate des jeweiligen Wahlkreises geteilt (Art. 40 Abs. 2 GpR).
Die abgerundeten Ergebnisse ergeben die Parteiwählerzahlen.
| Parteiwählerzahlen der Wahlkreise |      |       |      |     |      |       |     |     |     |
| Wahlkreis                         | FDP  | SP    | SVP  | EVP | CVP  | Grüne | GLP | BDP | SD  |
| Allschwil                         | 775  | 1143  | 844  | 221 | 620  | 583   | 229 | 0   | 0   |
| Binningen                         | 1053 | 1041  | 1168 | 254 | 450  | 621   | 401 | 225 | 0   |
| Oberwil                           | 1131 | 1417  | 1452 | 201 | 1050 | 1196  | 200 | 384 | 0   |
| Laufen                            | 593  | 766   | 1227 | 49  | 1119 | 268   | 91  | 171 | 62  |
| Münchenstein                      | 816  | 1116  | 724  | 103 | 454  | 754   | 349 | 194 | 62  |
| Muttenz                           | 594  | 18313 | 1185 | 446 | 645  | 723   | 174 | 273 | 131 |
| Reinach                           | 941  | 1353  | 1595 | 213 | 1063 | 772   | 200 | 500 | 106 |
| Liestal                           | 962  | 1375  | 1607 | 561 | 264  | 930   | 520 | 425 | 130 |
| Pratteln                          | 851  | 1240  | 1371 | 176 | 199  | 696   | 300 | 273 | 206 |
| Gelterkinden                      | 466  | 886   | 1448 | 247 | 0    | 735   | 89  | 196 | 0   |
| Sissach                           | 921  | 1000  | 1269 | 258 | 0    | 966   | 110 | 369 | 0   |
| Waldenburg                        | 502  | 790   | 1317 | 269 | 0    | 434   | 189 | 457 | 0   |

In jeder Region werden nun die Parteiwählerzahlen der betreffenden Wahlkreise addiert. Als Nächstes wird jeweils durch die entsprechende 1. Wahlzahl geteilt und abgerundet.
Es ergibt sich eine erste Anzahl an Mandaten einer jeden Partei pro Region. Jedoch können noch nicht alle Mandate verteilt werden.
| Vorläufige Mandatszahl                     |     |    |     |     |     |       |     |     |    |                    |               |
| Region (mit Wahlkreisen)                   | FDP | SP | SVP | EVP | CVP | Grüne | GLP | BDP | SD | zugeteilte Mandate | Rest- mandate |
| 1 (Allschwil, Binningen, Oberwil)          | 4   | 5  | 4   | 0   | 3   | 3     | 1   | 0   | 0  | 20                 | 3             |
| 2 (Laufen, Münchenstein, Muttenz, Reinach) | 4   | 7  | 7   | 1   | 4   | 3     | 1   | 1   | 0  | 28                 | 4             |
| 3 (Liestal, Pratteln)                      | 2   | 3  | 4   | 1   | 0   | 2     | 1   | 1   | 0  | 14                 | 3             |
| 4 (Gelterkinden, Sissach, Waldenburg)      | 2   | 3  | 5   | 1   | 0   | 3     | 0   | 1   | 0  | 15                 | 3             |

Für die noch zu verteilenden Restmandate schreibt das Gesetz über die politischen Rechte Folgendes vor: die Wählerzahlen jeder Partei durch die Zahl bereits zugeteilter Mandate plus eins teilen und das erste Restmandat jener Partei mit dem grössten Quotienten zuteilen. Dieses Verfahren wird fortgesetzt, bis alle Mandate verteilt sind.
Aus Platzgründen wird dies hier nur am Beispiel der Region 2 erläutert:
| Restmandatsverteilung                             |      |      |      |     |      |       |     |      |     |               |               |
| Region 2 (Laufen, Münchenstein, Muttenz, Reinach) | FDP  | SP   | SVP  | EVP | CVP  | Grüne | GLP | BDP  | SD  | Summe Mandate | Rest- mandate |
| Wählerzahlen                                      | 2944 | 5048 | 4731 | 811 | 3281 | 2517  | 814 | 1138 | 409 |               |               |
| bereits zugeteilte Mandate                        | 4    | 7    | 7    | 1   | 4    | 3     | 1   | 0    | 1   | 28            | 4             |
| Quotient                                          | 589  | 631  | 591  | 406 | 656  | 629   | 407 | 569  | 409 |               |               |
| bereits zugeteilte Mandate                        | 4    | 7    | 7    | 1   | 5    | 3     | 1   | 1    | 0   | 29            | 3             |
| Quotient                                          | 589  | 631  | 591  | 406 | 547  | 629   | 407 | 569  | 409 |               |               |
| bereits zugeteilte Mandate                        | 4    | 8    | 7    | 1   | 5    | 3     | 1   | 1    | 0   | 30            | 2             |
| Quotient                                          | 589  | 561  | 591  | 406 | 547  | 629   | 407 | 569  | 409 |               |               |
| bereits zugeteilte Mandate                        | 4    | 8    | 7    | 1   | 5    | 4     | 1   | 1    | 0   | 31            | 1             |
| Quotient                                          | 589  | 561  | 591  | 406 | 547  | 503   | 407 | 569  | 409 |               |               |
| bereits zugeteilte Mandate                        | 4    | 8    | 8    | 1   | 5    | 4     | 1   | 1    | 0   | 32            | 0             |
| definitive Zuteilung der Mandate                  | 4    | 8    | 8    | 1   | 5    | 4     | 1   | 1    | 0   |               |               |

Nach dem gleichen Verfahren ergibt sich dann für alle vier Regionen folgende Mandatsverteilung:
| Definitive Mandatszahl                     |     |    |     |     |     |       |     |     |    |
| Region (mit Wahlkreisen)                   | FDP | SP | SVP | EVP | CVP | Grüne | GLP | BDP | SD |
| 1 (Allschwil, Binningen, Oberwil)          | 4   | 5  | 5   | 1   | 3   | 3     | 1   | 1   | 0  |
| 2 (Laufen, Münchenstein, Muttenz, Reinach) | 4   | 8  | 8   | 1   | 5   | 4     | 1   | 1   | 0  |
| 3 (Liestal, Pratteln)                      | 3   | 4  | 5   | 1   | 0   | 2     | 1   | 1   | 0  |
| 4 (Gelterkinden, Sissach, Waldenburg)      | 3   | 4  | 6   | 1   | 0   | 3     | 0   | 1   | 0  |
| Summe                                      | 14  | 21 | 24  | 4   | 8   | 12    | 3   | 4   | 0  |

Damit ist die Oberverteilung abgeschlossen.
Die in der Summenzeile aufgeführten Zahlen geben nun an, mit wie vielen Mandaten die einzelnen Parteien im neu gewählten Landrat vertreten sein werden.

#### Unterverteilung
Bei der Unterverteilung geht es nun darum, die Sitzansprüche der Parteien in den Regionen so auf die unterverbundenen Wahlkreise zu verteilen, dass ein dem Stimmenergebnis eines jeden Wahlkreises möglichst konformes Ergebnis entsteht. Andererseits dürfen jedoch auch nicht mehr Sitze auf einen Wahlkreis vergeben werden, als diesem laut Gesetz zustehen.
Für jede Region muss die Unterverteilung separat durchgeführt werden.
In einem ersten Schritt werden zunächst die Wählerzahlen der Parteien einer Region durch die jeweiligen Sitzansprüche geteilt. Der Quotient wird aufgerundet. Das Ergebnis ist die sogenannte zweite Wahlzahl (Art. 41 Abs. 1 GpR).
Aufgrund dessen, dass die SD in keiner Region vertreten sein wird, wird sie in den folgenden Tabellen nicht mehr aufgeführt.
| Region 1      |        |       |       |     |        |       |     |     |
|               | FDP    | SP    | SVP   | EVP | CVP    | Grüne | GLP | BDP |
| Wählerzahl    | 2959   | 3601  | 3464  | 676 | 2120   | 2400  | 830 | 609 |
| Sitzansprüche | 4      | 5     | 5     | 1   | 3      | 3     | 1   | 1   |
| Quotient      | 739,75 | 720,2 | 692,8 | 676 | 700,67 | 800   | 830 | 609 |
| 2. Wahlzahl   | 740    | 721   | 693   | 676 | 701    | 800   | 830 | 609 |

Art 41 Abs. 2 GpR schreibt nun vor, dass jede Partei in jedem Wahlkreis so viele Mandate erhält, wie die zweite Wahlzahl vollständig in der Wählerzahl enthalten ist.
Restmandate gehen an jene Wahlkreisparteien, die bei der Teilung ihrer Wählerzahlen durch die zweite Wahlzahl die grössten Bruchzahlen aufweisen.
Hierbei müssen jedes Mal zwei Sachverhalte geprüft werden:
- Ist ein zu vergebendes Restmandat noch mit dem Sitzanspruch einer Partei in der Region vereinbar?
- Ist im betreffenden Wahlkreis noch ein freies Mandate vorhanden?
- Nur wenn beide Bedingungen erfüllt sind, wird das Mandat vergeben.
- Sind beide Bedingungen nicht erfüllt, wird das Mandat nicht vergeben.

Dieses Verfahren läuft so lange, bis alle Mandate verteilt sind.
In der folgenden Tabelle sind alle Mandate, welche die Zuteilungsbedingungen erfüllen, blau hinterlegt; jene, welche die Bedingungen nicht erfüllen, sind rot hinterlegt.
| Region 1           | Allschwil | Allschwil | Allschwil | Allschwil | Allschwil | Allschwil | Allschwil | Allschwil | Allschwil  | Binningen | Binningen | Binningen | Binningen | Binningen | Binningen | Binningen | Binningen | Binningen  | Oberwil | Oberwil | Oberwil | Oberwil | Oberwil | Oberwil | Oberwil | Oberwil | Oberwil    |
|                    | FDP       | SP        | SVP       | EVP       | CVP       | Grüne     | GLP       | BDP       | Rest-Summe | FDP       | SP        | SVP       | EVP       | CVP       | Grüne     | GLP       | BDP       | Rest-Summe | FDP     | SP      | SVP     | EVP     | CVP     | Grüne   | GLP     | BDP     | Rest-Summe |
| Wählerzahl         | 775       | 1143      | 844       | 221       | 620       | 583       | 229       | 0         |            | 1053      | 1041      | 1168      | 254       | 450       | 621       | 401       | 225       |            | 1131    | 1417    | 1452    | 201     | 1050    | 1196    | 200     | 384     |            |
| 2. Wahlzahl        | 740       | 721       | 693       | 676       | 707       | 800       | 830       | 609       |            | 740       | 721       | 693       | 676       | 707       | 800       | 830       | 609       |            | 740     | 721     | 693     | 676     | 707     | 800     | 830     | 609     |            |
| Quotient           | 1,047     | 1,585     | 1,218     | 0,327     | 0,877     | 0,729     | 0,276     | 0         |            | 1,423     | 1,444     | 1,685     | 0,376     | 0,636     | 0,776     | 0,483     | 0,369     |            | 1,528   | 1,965   | 2,095   | 0,297   | 1,485   | 1,495   | 0,241   | 0,631   |            |
| vorläufige Mandate | 1         | 1         | 1         | 0         | 0         | 0         | 0         | 0         |            | 1         | 1         | 1         | 0         | 0         | 0         | 0         | 0         |            | 1       | 1       | 2       | 0       | 1       | 1       | 0       | 0       |            |
| Restmandate        |           |           |           |           |           |           |           |           | 4          |           |           |           |           |           |           |           |           | 4          |         |         |         |         |         |         |         |         | 3          |
| Bruchzahl          | 0,047     | 0,585     | 0,218     | 0,327     | 0,877     | 0,729     | 0,276     | 0,000     |            | 0,423     | 0,444     | 0,685     | 0,376     | 0,636     | 0,776     | 0,483     | 0,369     |            | 0,528   | 0,965   | 0,095   | 0,297   | 0,485   | 0,495   | 0,241   | 0,631   |            |
| 1. Restmandat      |           |           |           |           |           |           |           |           | 4          |           |           |           |           |           |           |           |           | 4          |         | 1       |         |         |         |         |         |         | 2          |
| Bruchzahl          | 0,047     | 0,585     | 0,218     | 0,327     | 0,877     | 0,729     | 0,276     | 0,000     |            | 0,423     | 0,444     | 0,685     | 0,376     | 0,636     | 0,776     | 0,483     | 0,369     |            | 0,528   | 0,965   | 0,095   | 0,297   | 0,485   | 0,495   | 0,241   | 0,631   |            |
| 2. Restmandat      |           |           |           |           | 1         |           |           |           | 3          |           |           |           |           |           |           |           |           | 4          |         | 1       |         |         |         |         |         |         | 2          |
| Bruchzahl          | 0,047     | 0,585     | 0,218     | 0,327     | 0,877     | 0,729     | 0,276     | 0,000     |            | 0,423     | 0,444     | 0,685     | 0,376     | 0,636     | 0,776     | 0,483     | 0,369     |            | 0,528   | 0,965   | 0,095   | 0,297   | 0,485   | 0,495   | 0,241   | 0,631   |            |
| 3. Restmandat      |           |           |           |           | 1         |           |           |           | 3          |           |           |           |           |           | 1         |           |           | 3          |         | 1       |         |         |         |         |         |         | 2          |
| Bruchzahl          | 0,047     | 0,585     | 0,218     | 0,327     | 0,877     | 0,729     | 0,276     | 0,000     |            | 0,423     | 0,444     | 0,685     | 0,376     | 0,636     | 0,776     | 0,483     | 0,369     |            | 0,528   | 0,965   | 0,095   | 0,297   | 0,485   | 0,495   | 0,241   | 0,631   |            |
| 4. Restmandat 1    |           |           |           |           | 1         | 1         |           |           | 2          |           |           |           |           |           | 1         |           |           | 3          |         | 1       |         |         |         |         |         |         | 2          |
| Bruchzahl          | 0,047     | 0,585     | 0,218     | 0,327     | 0,877     | 0,729     | 0,276     | 0,000     |            | 0,423     | 0,444     | 0,685     | 0,376     | 0,636     | 0,776     | 0,483     | 0,369     |            | 0,528   | 0,965   | 0,095   | 0,297   | 0,485   | 0,495   | 0,241   | 0,631   |            |
| 5. Restmandat 2    |           |           |           |           | 1         | 1         |           |           | 2          |           |           | 1         |           |           | 1         |           |           | 2          |         | 1       |         |         |         |         |         |         | 2          |
| Bruchzahl          | 0,047     | 0,585     | 0,218     | 0,327     | 0,877     | 0,729     | 0,276     | 0,000     |            | 0,423     | 0,444     | 0,685     | 0,376     | 0,636     | 0,776     | 0,483     | 0,369     |            | 0,528   | 0,965   | 0,095   | 0,297   | 0,485   | 0,495   | 0,241   | 0,631   |            |
| 6. Restmandat 3    |           |           |           |           | 1         | 1         |           |           | 2          |           |           | 1         |           | 1         | 1         |           |           | 1          |         | 1       |         |         |         |         |         |         | 2          |
| Bruchzahl          | 0,047     | 0,585     | 0,218     | 0,327     | 0,877     | 0,729     | 0,276     | 0,000     |            | 0,423     | 0,444     | 0,685     | 0,376     | 0,636     | 0,776     | 0,483     | 0,369     |            | 0,528   | 0,965   | 0,095   | 0,297   | 0,485   | 0,495   | 0,241   | 0,631   |            |
| 7. Restmandat 4    |           |           |           |           | 1         | 1         |           |           | 2          |           |           | 1         |           | 1         | 1         |           |           | 1          |         | 1       |         |         |         |         |         | 1       | 1          |
| Bruchzahl          | 0,047     | 0,585     | 0,218     | 0,327     | 0,877     | 0,729     | 0,276     | 0,000     |            | 0,423     | 0,444     | 0,685     | 0,376     | 0,636     | 0,776     | 0,483     | 0,369     |            | 0,528   | 0,965   | 0,095   | 0,297   | 0,485   | 0,495   | 0,241   | 0,631   |            |
| 8. Restmandat 5    |           | 1         |           |           | 1         | 1         |           |           | 1          |           |           | 1         |           | 1         | 1         |           |           | 1          |         | 1       |         |         |         |         |         | 1       | 1          |
| Bruchzahl          | 0,047     | 0,585     | 0,218     | 0,327     | 0,877     | 0,729     | 0,276     | 0,000     |            | 0,423     | 0,444     | 0,685     | 0,376     | 0,636     | 0,776     | 0,483     | 0,369     |            | 0,528   | 0,965   | 0,095   | 0,297   | 0,485   | 0,495   | 0,241   | 0,631   |            |
| 9. Restmandat 6    |           | 1         |           |           | 1         | 1         |           |           | 1          |           |           | 1         |           | 1         | 1         |           |           | 1          | 1       | 1       |         |         |         |         |         | 1       | 0          |
| Bruchzahl          | 0,047     | 0,585     | 0,218     | 0,327     | 0,877     | 0,729     | 0,276     | 0,000     |            | 0,423     | 0,444     | 0,685     | 0,376     | 0,636     | 0,776     | 0,483     | 0,369     |            | 0,528   | 0,965   | 0,095   | 0,297   | 0,485   | 0,495   | 0,241   | 0,631   |            |
| 10. Restmandat 7   |           | 1         |           |           | 1         | 1         |           |           | 1          |           |           | 1         |           | 1         | 1         |           |           | 1          | 1       | 1       |         |         |         | 0       |         | 1       | 0          |
| Bruchzahl          | 0,047     | 0,585     | 0,218     | 0,327     | 0,877     | 0,729     | 0,276     | 0,000     |            | 0,423     | 0,444     | 0,685     | 0,376     | 0,636     | 0,776     | 0,483     | 0,369     |            | 0,528   | 0,965   | 0,095   | 0,297   | 0,485   | 0,495   | 0,241   | 0,631   |            |
| 11. Restmandat 8   |           | 1         |           |           | 1         | 1         |           |           | 1          |           |           | 1         |           | 1         | 1         |           |           | 1          | 1       | 1       |         |         | 0       | 0       |         | 1       | 0          |
| Bruchzahl          | 0,047     | 0,585     | 0,218     | 0,327     | 0,877     | 0,729     | 0,276     | 0,000     |            | 0,423     | 0,444     | 0,685     | 0,376     | 0,636     | 0,776     | 0,483     | 0,369     |            | 0,528   | 0,965   | 0,095   | 0,297   | 0,485   | 0,495   | 0,241   | 0,631   |            |
| 12. Restmandat     |           | 1         |           |           | 1         | 1         |           |           | 1          |           |           | 1         |           | 1         | 1         | 1         |           | 0          | 1       | 1       |         |         | 0       | 0       |         | 1       | 0          |

Anmerkungen:
Das Verteilungsverfahren kann nun für die Region 1 abgeschlossen werden, denn es verbleibt nur noch ein Sitzanspruch für die EVP und es ist nur noch ein Sitz im Wahlkreis Allschwil frei. Demzufolge geht dieser letzte Sitz an die EVP in Allschwil.
Es ergibt sich damit für die Region 1 folgende Sitzverteilung der Parteien in den verbundenen Wahlkreisen:
| Region 1  |     |    |     |     |     |       |     |     |
|           | FDP | SP | SVP | EVP | CVP | Grüne | GLP | BDP |
| Allschwil | 1   | 2  | 1   | 1   | 1   | 1     | 0   | 0   |
| Binningen | 1   | 1  | 2   | 0   | 1   | 1     | 1   | 0   |
| Oberwil   | 2   | 2  | 2   | 0   | 1   | 1     | 0   | 1   |

Der letzte Schritt besteht nun in der Zuteilung der Mandate an die einzelnen Kandidaten.
Hierzu bestimmt Art. 42 GpR, dass diejenigen Kandidaten gewählt sind, welche die höchsten (Personen-)Stimmenzahlen erhalten haben. Bei gleicher Stimmenzahl entscheidet das Los.
Nicht gewählte Kandidaten werden in der Reihenfolge ihrer Stimmenzahlen als Ersatzleute bezeichnet. Im Falle, dass ein gewählter Abgeordneter im Laufe der Amtsdauer ausscheidet, rückt automatisch derjenige unter den Ersatzleuten der gleichen Liste nach, der die meisten Stimmenzahlen erhielt.
Sollten keine Ersatzleute mehr zur Verfügung stehen, darf im Falle eines zu besetzenden Mandats ein Wahlvorschlag von der betreffenden Partei eingereicht werden. Dazu müssen von den ursprünglichen Unterzeichnern der Liste mindestens zehn ihre Zustimmung erteilen. Der betreffende Kandidat gilt dann nach dem Grundsatz der stillen Wahl als für den Rest der Legislaturperiode gewählt.
Kann auf diesem Weg kein Wahlvorschlag eingereicht werden, findet eine Ersatzwahl im betreffenden Wahlkreis statt, die dann aber nach den Grundsätzen der Mehrheitswahl erfolgt.